# Gouvernement Salwai II
Kilman VI Napat
Le gouvernement Salwai II est le gouvernement du Vanuatu du 9 octobre 2023 au 11 février 2025. Il est dirigé par le Premier ministre Charlot Salwai.

## Formation
Les élections législatives d'octobre 2022 produisent le gouvernement Kalsakau, coalition composée de huit partis politiques dont notamment l'Union des partis modérés, le parti Terre et Justice, le Parti des dirigeants et le Mouvement de réunification pour le changement. Ce gouvernement dure dix mois, avant de perdre sa majorité au Parlement de Vanuatu, l'opposition lui reprochant sa politique étrangère jugée pro-occidentale ainsi que son augmentation du salaire minimum. Le gouvernement Kilman VI formé alors en septembre 2023 ne dure toutefois qu'un mois ; plusieurs de ses membres se joignent rapidement à la nouvelle opposition. Le 6 octobre, le Parlement destitue le gouvernement Kilman par vingt-sept voix à zéro, les députés du camp Kilman ayant boycotté la séance. Les députés présents élisent alors Charlot Salwai Premier ministre.

## Composition
Le Premier ministre nomme le gouvernement suivant le 9 octobre, :
| Portefeuille | Ministre | Ministre          | Parti | Parti                  | Circonscription |
| --- | -------- | ----------------- | ----- | ---------------------- | --------------- |
| Premier ministre                                                                                                   |          | Charlot Salwai    |       | MRC                    | Pentecôte       |
| Vice-Premier ministre, Ministre des Affaires étrangères, de la Coopération internationale et du Commerce extérieur |          | Matai Seremiah    |       | PDV                    | Luganville      |
| Ministre du Réchauffement climatique                                                                               |          | Ralph Regenvanu   |       | T&J                    | Port Vila       |
| Ministre des Finances et de l'Économie                                                                             |          | John Salong       |       | T&J                    | Ambrym          |
| Ministre de l'Agriculture, de la Sylviculture, des Pêcheries et de la Biosécurité                                  |          | Nako Natuman      |       | UPM                    | Tanna           |
| Ministre de la Santé                                                                                               |          | John Qetu         |       | PNU                    | Ambae           |
| Ministre de la Justice, Ministre des Services locaux                                                               |          | John Amos         |       | Mouvement Namarakieana | Tongoa          |
| Ministre des Terres et des Ressources naturelles                                                                   |          | John Timakata     |       | VP                     | îles Shepherd   |
| Ministre de la Jeunesse et des Sports                                                                              |          | Tomker Netvunei   |       | PDV                    | îles du sud     |
| Ministre de l'Éducation                                                                                            |          | Christophe Emelee |       | PDN                    | îles Torrès     |
| Ministre de l'Intérieur                                                                                            |          | Rick Mahe         |       | MRC                    | Santo rurale    |
| Ministre des Infrastructures publiques                                                                             |          | Don Ken           |       | PPP                    | Malekula        |
| Ministre de Commerce                                                                                               |          | Anatole Hymack    |       | UPM                    | Malekula        |

## Suites
Le gouvernement Salwai perd rapidement sa majorité, en une période d'instabilité politique qui a vu trois gouvernements se succéder en deux mois, certains députés changeant fréquemment de camp. Le 7 novembre, le gouvernement doit renoncer à soumettre au vote du Parlement son budget, car il n'a déjà plus de majorité. Le même jour, Marc Ati, le chef du groupe Iauko, dépose au Parlement une motion de censure signée par vingt-neuf députés (donc une majorité absolue), dont les chefs du Vanua'aku Pati, de l'Union des partis modérés, du Parti du développement rural, du Parti national unifié et du Parti progressiste populaire.
Après une médiation par le président de la République Nikenike Vurobaravu, les partis d'opposition retirent leur motion de censure afin de ne pas aggraver l'instabilité politique qu'a connu le pays. Bob Loughman et Ishmael Kalsakau, chefs des deux principaux partis d'opposition et anciens Premiers ministres, présentent publiquement à la télévision leurs excuses aux citoyens pour avoir contribué à cette instabilité au lieu de se concentrer sur les conséquences des cyclones Judy et Kevin (en) qui ont frappé le pays en mars 2023, et du cyclone Lola (en) qui a fait de même en octobre.
Pour consolider son gouvernement, le Premier ministre Salwai le 3 décembre y fait entrer Joshua Pikioune (député de Santo pour le Nagriamel comme ministre de l'Éducation, remplaçant Christophe Emelee, et Gracia Shadrack (député de Malekula pour le Parti des dirigeants) comme ministre des Terres, remplaçant John Timakata.
Le 7 décembre, le Vanua'aku Pati ayant accepté de se joindre à la majorité parlementaire en vue d'un gouvernement d'union nationale, Johnny Koanapo (député de Tanna et secrétaire général du Vanua'aku Pati) est nommé ministre de l'Intérieur. Il remplace Rick Tchamako Mahe.
Le 12 août 2024, le Premier ministre limoge les deux ministres issus de l'Union des partis modérés, l'UPM s'étant positionnée dans l'opposition. Samson Samsen, député de Santo rurale pour le Vanua'aku Pati, succède ainsi à Anatole Hymak comme ministre de l'Éducation, et Xavier Harry, député de Tanna pour le groupe Iauko, succède à Nako Natuman comme ministre de l'Agriculture. Dans le même temps, Johnny Koanapo (Vanua'aku Pati) quitte le ministère de l'Intérieur pour être nommé ministre des Finances. Andrew Napuat, député de Tanna pour le parti Terre et Justice, entre au gouvernement comme ministre de l'Intérieur. Ralph Regenvanu, chef du parti Terre et Justice, cède le ministère du Réchauffement climatique à John Salong, du même parti, qui a dû céder le ministère des Finances à Johnny Koanapo.

## Fin
Des défections en novembre 2024 amènent le gouvernement à demander au président de la république, Nikenike Vurobaravu, de dissoudre le Parlement et de convoquer de nouvelles élections. Le Parlement est dissous le 19 novembre, pour des élections anticipées en décembre ou en janvier.